# Nagy-homoktenger
A Nagy-homoktenger (arab: بحر الرمال الأعظم) Líbia és Egyiptom határán húzódó sivatagi terület. Mintegy 74%-át fedi homokdűne, mellyel a világ harmadik legnagyobb homoktenger (erg) területe.

## Földrajza
A Nagy-homoktenger a Líbiai-sivatag középső részének egy sajátos tájegysége. Ez a Szahara legnagyobb homoktengerei közé tartozik. Kiterjedése mintegy 72 000 km², melynek nagyobb része Egyiptom területén fekszik. A hatalmas homokfelszín a Szíva-oázistól 650 km hosszan a Gilf Kebir platóig húzódik. Szélessége 120 és 300 km között változik. A műholdas felvételek alapján a hosszanti buckák (seif dűnék) az uralkodók. A buckavonulatok magassága a 30-100 méter között változik. Az ÉÉNy-DDK-i irányban elnyúló hatalmas buckavonulatok egymástól való távolsága 250 méter és 12 km között ingadozik. Nem ritkák a 30-60 km hosszúságú dűnék. 
A Nagy-homoktenger területén a futóhomok nem alkot zárt takarót. Akadnak olyan helyek, ahol a felszínre kerül az alapkőzet (mészkő, homokkő). Máshol a hátakon hosszanti buckákkal hatalmas akkumulációs mezők képződtek. Ahol kevesebb volt a futóhomok, típusos barkánok is kialakultak. 

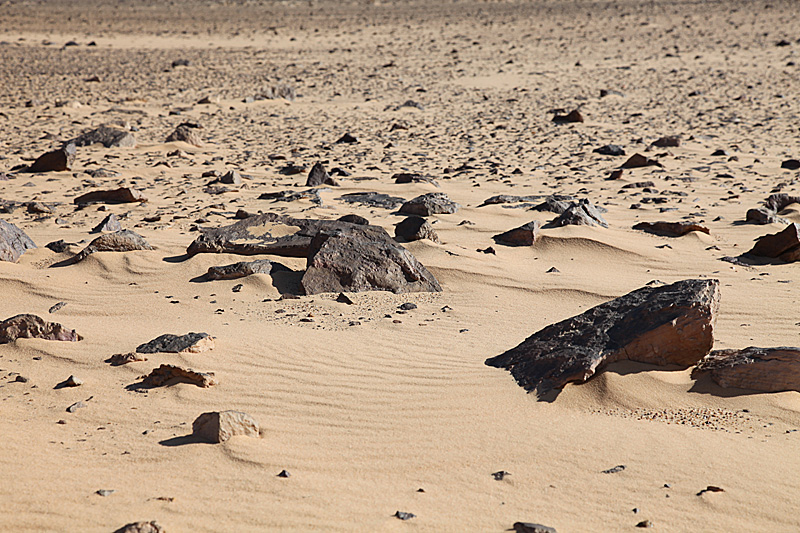
Kövekkel teleszórt terület a Nagy-homoktengerben

## Fordítás
Ez a szócikk részben vagy egészben  a   Great Sand Sea című angol Wikipédia-szócikk fordításán alapul.  Az eredeti cikk szerkesztőit annak laptörténete sorolja fel. Ez a jelzés csupán a megfogalmazás eredetét és a szerzői jogokat jelzi, nem szolgál a cikkben szereplő információk forrásmegjelöléseként.